# Cinétracts
Els cinétracts són minipel·lícules no signades, realitzades el maig i juny de 1968, participant en els esdeveniments del Maig del 68 que eren en curs a França. Jean-Luc Godard, Chris Marker i Alain Resnais en van realitzar alguns. Segons Godard, a la Tribune socialiste del 23 de gener de 1969, els cinétracts són fruit d'una idea de Chris Marker.